# Upper Extremities
Upper Extremities è un album strumentale del quartetto Bruford Levin Upper Extremities.

## Tracce
1. Cerulean sea – 7:34
2. Original sin – 4:39
3. Étude revisited – 5:02
4. A palace of pearls (On a blade of grass) – 5:59
5. Fin de siècle – 5:28
6. Drumbass – 1:00
7. Cracking the midnight glass – 6:11
8. Torn drumbass – 0:59
9. Thick with thin air – 3:33
10. Cobalt canyons – 4:31
11. Deeper blue – 4:18
12. Presidents day – 6:29

## Formazione
- Bill Bruford (batteria)
- Tony Levin (basso)
- David Torn (chitarra)
- Chris Botti (tromba)